# Борис Гайгуров
Борис Стоянов (Икономов) Гайгуров е български учител и революционер, деец на Българското възраждане в Източна Македония.

## Биография
Роден е в 1872 година в сярското градче Долна Джумая, тогава в Османската империя, днес Ираклия, Гърция. Син е на отец Стоян Гайгуров, който се заселва в Мелник. В 1900 година Борис Гайгуров завършва българското педагогическо училище в Сяр, след което учителства в Свети Врач (1902 - 1903), Неврокоп (1904 – 1905), Мелник (1905 – 1908), Влахи (1909 - 1910) и Петрич (1910 – 1911), където е сред основателите и ръководителите на учителското дружество.
Става член на Вътрешната македоно-одринска революционна организация. През 1906 година е арестуван от властите в Мелник за открита в училището революционна литература и е осъден на 15 месеца затвор.
След Балканската война е учител в Пирин, Храсна, Дебрене и Хърсово. От 1920 до 1924 е главен училищен инспектор, а от 1924 до 1932 учител в Свети Врач. Гайгуров е сред организаторите на околийския училищен съюз. Умира в 1968 година.